# Ōban (unité monétaire)
Ne doit pas être confondu avec Koban (pièce de monnaie).
Pour les articles homonymes, voir Oban.

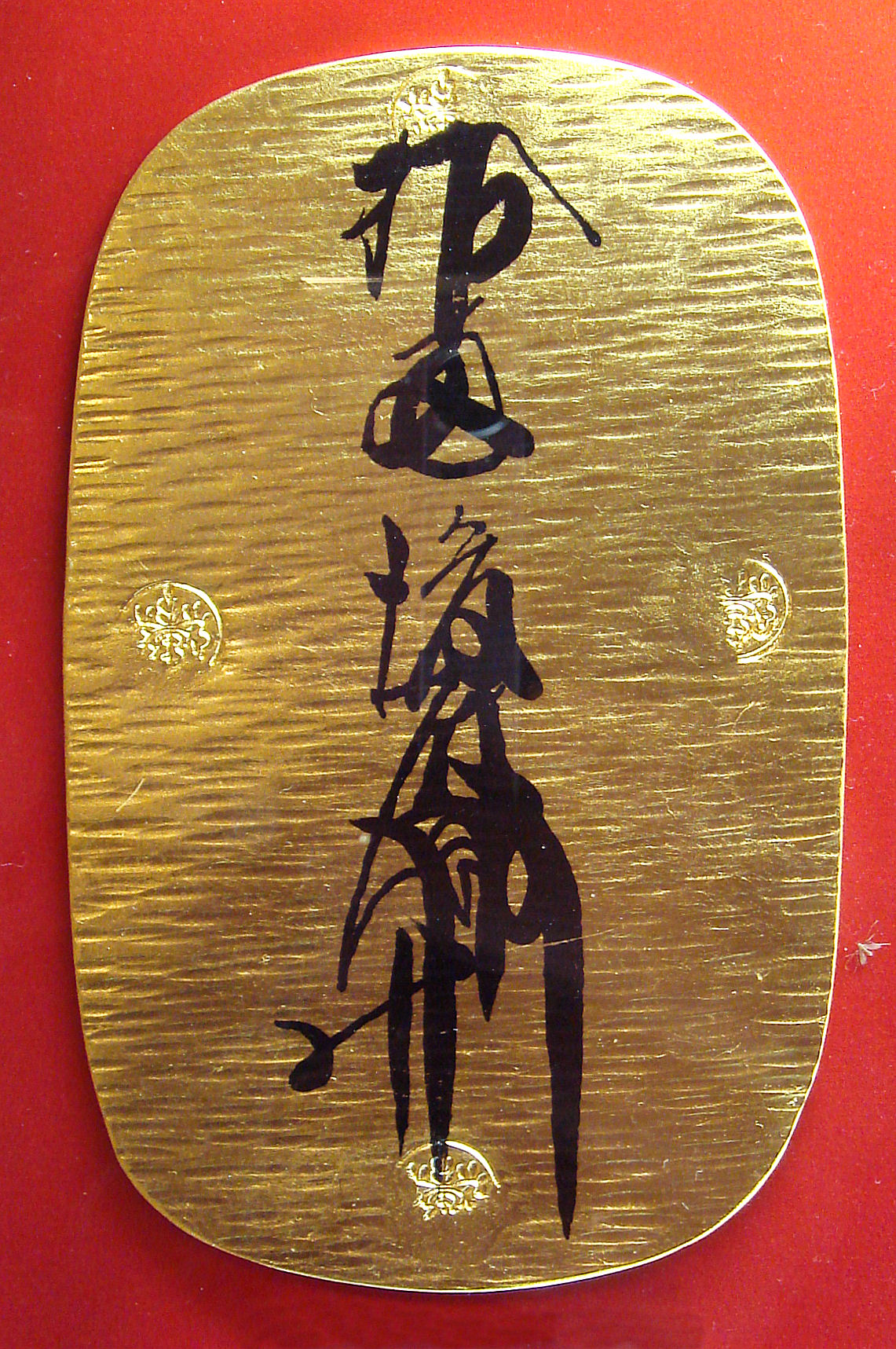
Le ōban (大判) était la plus forte unité, évaluée à 10 ryōs. Ici, un ōban de l'ère Keichō émis en 1601.

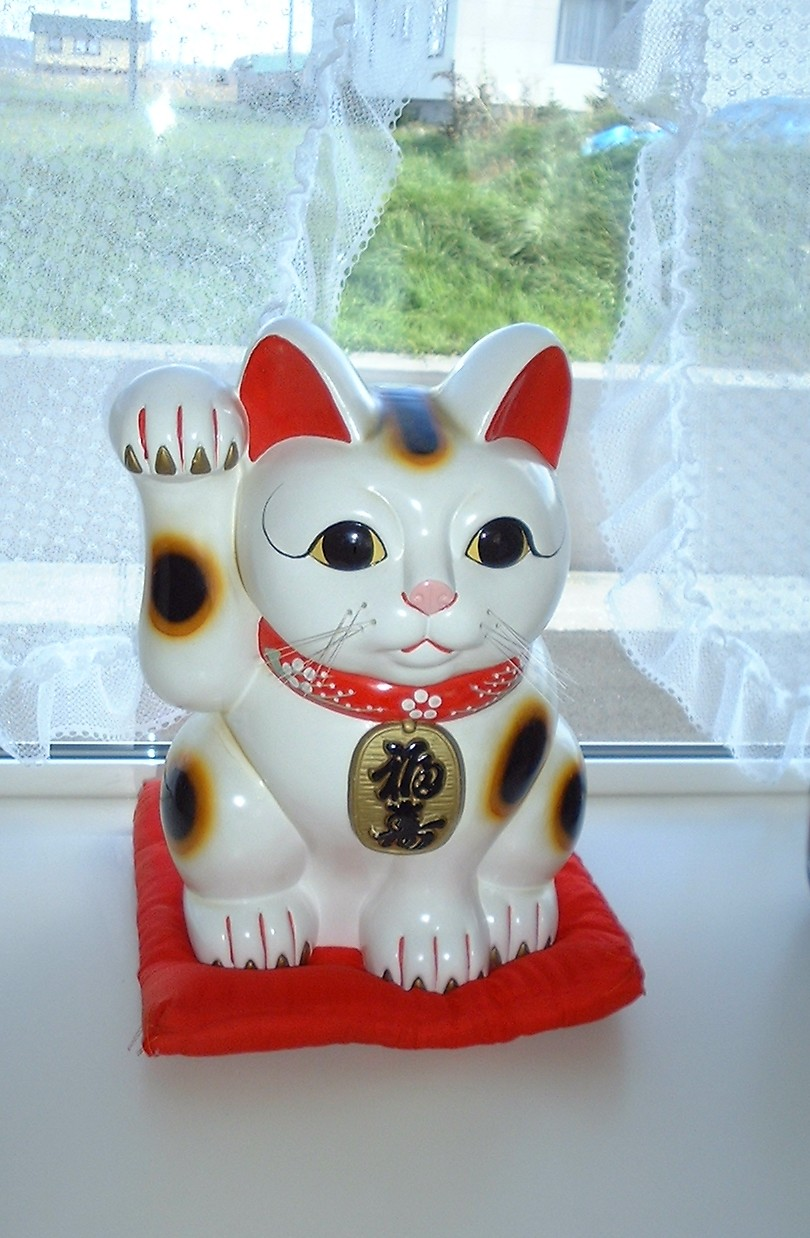
Maneki-neko (招き猫) à robe calico, avec un ōban fixé au collier.

Un ōban (大判) est une unité monétaire plate en or, et la plus grande monnaie du système monétaire Tokugawa. Celui-ci fonctionnait selon une norme monétaire triple, utilisant des pièces de monnaie d'or, d'argent et de bronze, chacune avec leurs propres taille.
Les premiers ōban ont été fabriqués par la famille Gotō, notamment Gotō Tokujo (後藤徳乗) sous les ordres d'Hideyoshi en 1588. Le ōban (大判) était équivalent à dix ryō ou dix kōban (小判), avec un poids de 165 g.

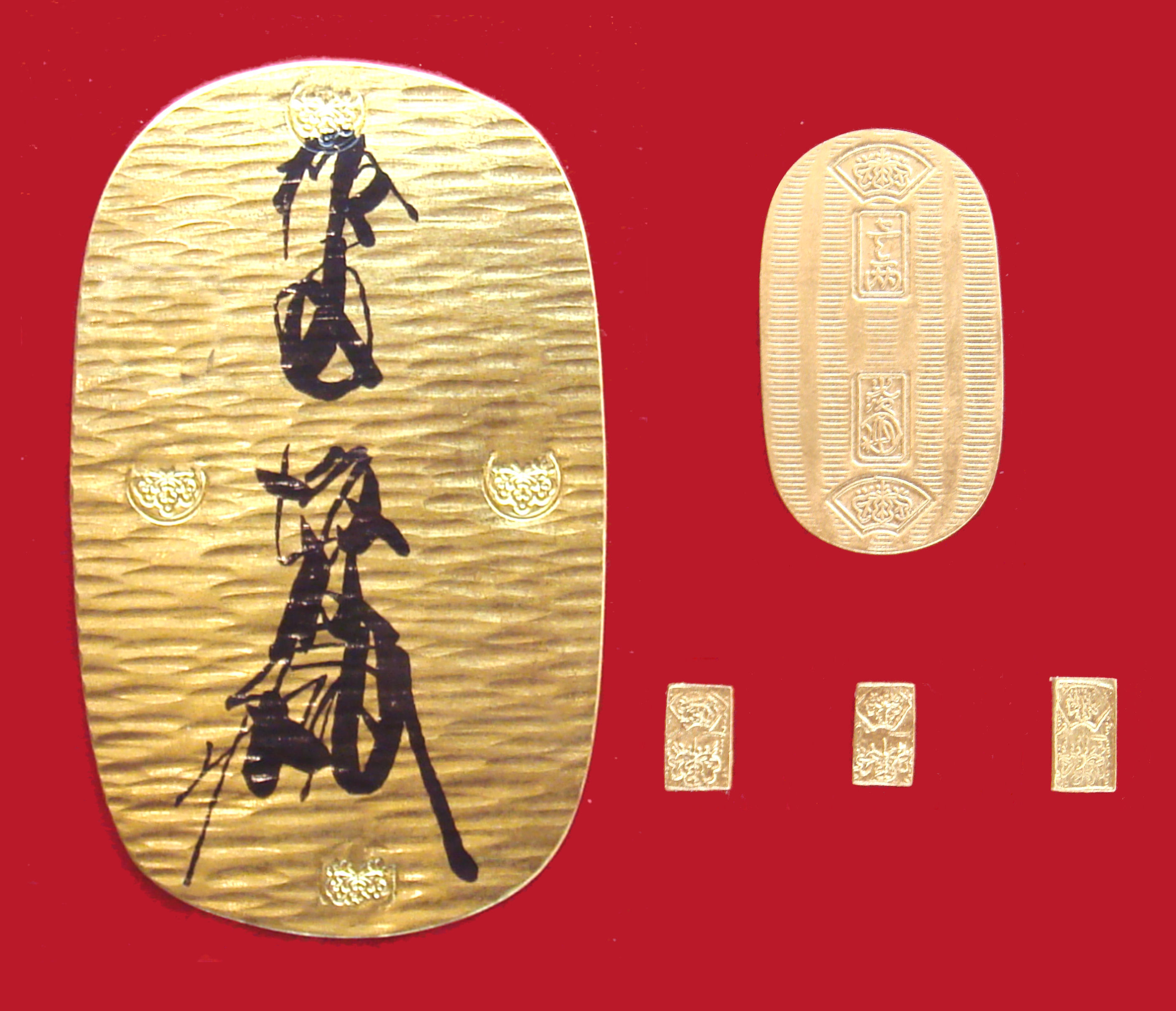
Keichō : ōban, koban, ichibuban, 1601-1695.

## Source de la traduction
- (en) Cet article est partiellement ou en totalité issu de l’article de Wikipédia en anglais intitulé « Ōban » (voir la liste des auteurs).